# Bror Danielsson
Bror Danielsson (28 agosto 1948) è un ex pilota di rally svedese, che ha partecipato a 3 rally nel campionato internazionale costruttori rally e ad altri 28 nel WRC tra il 1973 e il 1997, ottenendo tre vittorie di classe tra il 1976 e il 1977 con la sua Opel Kadett GT/E.

## Risultati nel mondiale rally

### ICM
- 1970 - Årjängs MK - Opel Kadett Rallye - 12° al Rally di Svezia
- 1972 - BMW 2002 Tii - 10° al Rally di Svezia, ritirato al Rally di Gran Bretagna

### WRC
| 1973 | Scuderia       | Vettura  |  |   |  |  |  |  |  |  |  |  |  |    |  |  |  |  | Punti | Pos. |
| ---- | -------------- | -------- |  | - |  |  |  |  |  |  |  |  |  | -- |  |  |  |  | ----- | ---- |
| 1973 | Uffes Bildelar | BMW 2002 |  | 7 |  |  |  |  |  |  |  |  |  | 16 |  |  |  |  |       |      |

| 1974 | Scuderia | Vettura     |  |  |     |  |  |  |  |  |  |  |  |  |  |  |  |  | Punti | Pos. |
| ---- | -------- | ----------- |  |  | --- |  |  |  |  |  |  |  |  |  |  |  |  |  | ----- | ---- |
| 1974 |          | Opel Ascona |  |  | Rit |  |  |  |  |  |  |  |  |  |  |  |  |  |       |      |

| 1975 | Scuderia                               | Vettura     |  |     |  |  |  |  |  |  |  |     |  |  |  |  |  |  | Punti | Pos. |
| ---- | -------------------------------------- | ----------- |  | --- |  |  |  |  |  |  |  | --- |  |  |  |  |  |  | ----- | ---- |
| 1975 | GMs ÅF-förening GM Dealers Association | Opel Ascona |  | Rit |  |  |  |  |  |  |  | Rit |  |  |  |  |  |  |       |      |

| 1976 | Scuderia                    | Vettura          |  |    |  |  |  |  |  |  |  |    |  |  |  |  |  |  | Punti | Pos. |
| ---- | --------------------------- | ---------------- |  | -- |  |  |  |  |  |  |  | -- |  |  |  |  |  |  | ----- | ---- |
| 1976 | Årjängs MK Dealer Team Opel | Opel Kadett GT/E |  | SQ |  |  |  |  |  |  |  | 10 |  |  |  |  |  |  |       |      |

| 1977 | Scuderia   | Vettura                               |  |   |  |  |  |  |  |  |  |  |    |  |  |  |  |  | Punti | Pos. |
| ---- | ---------- | ------------------------------------- |  | - |  |  |  |  |  |  |  |  | -- |  |  |  |  |  | ----- | ---- |
| 1977 | Årjängs MK | Opel Kadett GT/E Opel Kadett GT/E 16V |  | 2 |  |  |  |  |  |  |  |  | 10 |  |  |  |  |  |       |      |

| 1978 | Scuderia                                               | Vettura          |  |   |  |  |  |  |     |  |  |  |    |  |  |  |  |  | Punti | Pos. |
| ---- | ------------------------------------------------------ | ---------------- |  | - |  |  |  |  | --- |  |  |  | -- |  |  |  |  |  | ----- | ---- |
| 1978 | Opel Mobil Dealer Team Sweden Opel Dealer Team Holland | Opel Kadett GT/E |  | 7 |  |  |  |  | Rit |  |  |  | 10 |  |  |  |  |  |       |      |

| 1979 | Scuderia | Vettura                                   |  |     |  |  |  |  |  |  |  |  |     |  |  |  |  |  | Punti | Pos. |
| ---- | -------- | ----------------------------------------- |  | --- |  |  |  |  |  |  |  |  | --- |  |  |  |  |  | ----- | ---- |
| 1979 |          | Opel Kadett GT/E Ford Escort RS 1800 MKII |  | Rit |  |  |  |  |  |  |  |  | Rit |  |  |  |  |  | 0     |      |

| 1980 | Scuderia     | Vettura                                        |  |     |  |  |     |  |  |  |  |  |   |  |  |  |  |  | Punti | Pos. |
| ---- | ------------ | ---------------------------------------------- |  | --- |  |  | --- |  |  |  |  |  | - |  |  |  |  |  | ----- | ---- |
| 1980 | Daimler-Benz | Ford Escort RS 1800 MKII Mercedes-Benz 450 SLC |  | Rit |  |  | Rit |  |  |  |  |  | 9 |  |  |  |  |  | 2     | 57º  |

| 1981 | Scuderia        | Vettura                                    |    |     |  |  |  |  |  |  |  |  |  |  |  |  |  |  | Punti | Pos. |
| ---- | --------------- | ------------------------------------------ | -- | --- |  |  |  |  |  |  |  |  |  |  |  |  |  |  | ----- | ---- |
| 1981 | Publimmo Racing | Opel Ascona i2000 Ford Escort RS 1800 MKII | 17 | Rit |  |  |  |  |  |  |  |  |  |  |  |  |  |  | 0     |      |

| 1982 | Scuderia        | Vettura                                     |  |     |  |  |  |  |  |  |  |  |  |     |  |  |  |  | Punti | Pos. |
| ---- | --------------- | ------------------------------------------- |  | --- |  |  |  |  |  |  |  |  |  | --- |  |  |  |  | ----- | ---- |
| 1982 | Tony Maslen IRS | Ford Escort RS 1800 MKII Mazda RX-7 (SA22C) |  | Rit |  |  |  |  |  |  |  |  |  | Rit |  |  |  |  | 0     |      |

| 1983 | Scuderia | Vettura    |  |    |  |  |  |  |  |  |  |  |  |  |  |  |  |  | Punti | Pos. |
| ---- | -------- | ---------- |  | -- |  |  |  |  |  |  |  |  |  |  |  |  |  |  | ----- | ---- |
| 1983 |          | Mazda RX-7 |  | 14 |  |  |  |  |  |  |  |  |  |  |  |  |  |  | 0     |      |

| 1984 | Scuderia   | Vettura         |  |     |  |  |  |  |  |  |  |  |  |  |  |  |  |  | Punti | Pos. |
| ---- | ---------- | --------------- |  | --- |  |  |  |  |  |  |  |  |  |  |  |  |  |  | ----- | ---- |
| 1984 | Team Volvo | Volvo 240 Turbo |  | Rit |  |  |  |  |  |  |  |  |  |  |  |  |  |  | 0     |      |

| 1985 | Scuderia | Vettura         |  |     |  |  |  |  |  |  |  |  |  |  |  |  |  |  | Punti | Pos. |
| ---- | -------- | --------------- |  | --- |  |  |  |  |  |  |  |  |  |  |  |  |  |  | ----- | ---- |
| 1985 |          | Volvo 240 Turbo |  | Rit |  |  |  |  |  |  |  |  |  |  |  |  |  |  | 0     |      |

| 1986 | Scuderia | Vettura               |  |     |  |  |  |  |  |  |  |  |  |  |  |  |  |  | Punti | Pos. |
| ---- | -------- | --------------------- |  | --- |  |  |  |  |  |  |  |  |  |  |  |  |  |  | ----- | ---- |
| 1986 |          | Subaru Leone RX Turbo |  | Rit |  |  |  |  |  |  |  |  |  |  |  |  |  |  | 0     |      |

| 1987 | Scuderia      | Vettura       |  |   |  |  |  |  |  |  |  |  |  |  |  |  |  |  | Punti | Pos. |
| ---- | ------------- | ------------- |  | - |  |  |  |  |  |  |  |  |  |  |  |  |  |  | ----- | ---- |
| 1987 | BD Rally Team | Audi Coupé GT |  | 9 |  |  |  |  |  |  |  |  |  |  |  |  |  |  | 2     | 58º  |

| 1988 | Scuderia      | Vettura       |  |   |  |  |  |  |  |  |  |  |  |  |  |  |  |  | Punti | Pos. |
| ---- | ------------- | ------------- |  | - |  |  |  |  |  |  |  |  |  |  |  |  |  |  | ----- | ---- |
| 1988 | BD Rally Team | Audi Coupé GT |  | 7 |  |  |  |  |  |  |  |  |  |  |  |  |  |  | 4     | 50º  |

| 1989 | Scuderia | Vettura       |     |  |  |  |  |  |  |  |  |  |  |  |  |  |  |  | Punti | Pos. |
| ---- | -------- | ------------- | --- |  |  |  |  |  |  |  |  |  |  |  |  |  |  |  | ----- | ---- |
| 1989 |          | Mazda 323 4WD | Rit |  |  |  |  |  |  |  |  |  |  |  |  |  |  |  | 0     |      |

| 1991 | Scuderia | Vettura                    |  |     |  |  |  |  |  |  |  |  |  |  |  |  |  |  | Punti | Pos. |
| ---- | -------- | -------------------------- |  | --- |  |  |  |  |  |  |  |  |  |  |  |  |  |  | ----- | ---- |
| 1991 |          | Toyota Celica GT-4 (ST165) |  | Rit |  |  |  |  |  |  |  |  |  |  |  |  |  |  | 0     |      |

| 1992 | Scuderia | Vettura                    |  |     |  |  |  |  |  |  |  |  |  |  |  |  |  |  | Punti | Pos. |
| ---- | -------- | -------------------------- |  | --- |  |  |  |  |  |  |  |  |  |  |  |  |  |  | ----- | ---- |
| 1992 |          | Toyota Celica GT-4 (ST165) |  | Rit |  |  |  |  |  |  |  |  |  |  |  |  |  |  | 0     |      |

| 1996 | Scuderia | Vettura            |    |  |  |  |  |  |  |  |  |  |  |  |  |  |  |  | Punti | Pos. |
| ---- | -------- | ------------------ | -- |  |  |  |  |  |  |  |  |  |  |  |  |  |  |  | ----- | ---- |
| 1996 |          | Subaru Impreza WRX | 22 |  |  |  |  |  |  |  |  |  |  |  |  |  |  |  | 0     |      |

| 1997 | Scuderia                 | Vettura            |  |    |  |  |  |  |  |  |  |  |  |  |  |  |  |  | Punti | Pos. |
| ---- | ------------------------ | ------------------ |  | -- |  |  |  |  |  |  |  |  |  |  |  |  |  |  | ----- | ---- |
| 1997 | Subaru Rally Team Sweden | Subaru Impreza WRX |  | 25 |  |  |  |  |  |  |  |  |  |  |  |  |  |  | 0     |      |

| Legenda | 1º posto | 2º posto | 3º posto | A punti | Senza punti | Ritirato | Squalificato | NP=Non partito C=Gara cancellata | Apice=Power stage |

### Gruppo N
| 1996 | Scuderia | Vettura            |   |  |  |  |  |  |  |  |  |  |  |  |  |  |  |  | Punti | Pos. |
| ---- | -------- | ------------------ | - |  |  |  |  |  |  |  |  |  |  |  |  |  |  |  | ----- | ---- |
| 1996 |          | Subaru Impreza WRX | 7 |  |  |  |  |  |  |  |  |  |  |  |  |  |  |  | 2     | 50º  |

| Legenda | 1º posto | 2º posto | 3º posto | A punti | Senza punti | Ritirato | Squalificato | NP=Non partito C=Gara cancellata | Apice=Power stage |

## Palmarès
- 2º posto al Rally di Svezia nel 1977 con il connazionale Ulf Sundberg su Opel Kadett GT/E[1]
- 1º posto al Rally dei Tulipani nel 1979 con il britannico David Booth su Ford Escort RS1800